# Sixième circonscription de l'Isère de 1988 à 2012
La sixième circonscription de l'Isère est l'une des 9 circonscriptions législatives françaises que comptait le département de l'Isère (38) situé en région Rhône-Alpes, pendant les législatures élues en 1988, 1993, 1997, 2002 et 2007.

## Description géographique et démographique

### De 1958 à 1986
Le département avait sept circonscriptions.
La sixième circonscription de l'Isère était composée de :
- canton de Beaurepaire
- canton de La Côte-Saint-André
- canton de Roussillon
- canton de Roybon
- canton de Saint-Étienne-de-Saint-Geoirs
- canton de Saint-Jean-de-Bournay
- canton de La Verpillière
- canton de Vienne-Sud

Source : Journal Officiel du 14-15 Octobre 1958.

### De 1988 à 2012
La sixième circonscription de l'Isère a d'abord été délimitée par le découpage électoral de la loi no 86-1197 du 24 novembre 1986
 et regroupait les divisions administratives suivantes :
- Canton de Bourgoin-Jallieu-Nord
- Canton de Crémieu
- Canton de Morestel
- Canton de Pont-de-Beauvoisin
- Canton de Pont-de-Chéruy
- Canton de La Tour-du-Pin.

Avec l'ordonnance n° 2009-935 du 29 juillet 2009, ratifiée par le Parlement français le 21 janvier 2010, une nouvelle circonscription voit le jour.
D'après le recensement général de la population en 1999, réalisé par l'Institut national de la statistique et des études économiques (INSEE), la population de cette circonscription est estimée à 135 382 habitants,.

## Historique des députations
| Législature | Début de mandat | Fin de mandat  | Député                | Parti politique | Observations                                                                          |
| ----------- | --------------- | -------------- | --------------------- | --------------- | ------------------------------------------------------------------------------------- |
| IXe         | 23 juin 1988    | 1er avril 1993 | Alain Moyne-Bressand  | UDF             |                                                                                       |
| Xe          | 2 avril 1993    | 21 avril 1997  | Alain Moyne-Bressand, | UPF-UDF,        | Mandat écourté à la suite d'une dissolution parlementaire décidée par Jacques Chirac. |
| XIe         | 12 juin 1997    | 18 juin 2002   | Alain Moyne-Bressand, | UDF-PR,         |                                                                                       |
| XIIe        | 19 juin 2002    | 19 juin 2007   | Alain Moyne-Bressand, | UMP-UDF,        |                                                                                       |
| XIIIe       | 20 juin 2007    | 19 juin 2012   | Alain Moyne-Bressand  | UMP             |                                                                                       |

## Historique des élections

### Élections de 1958
| Candidat       | Candidat             | Parti          | Premier tour | Premier tour | Second tour | Second tour |  |
| Candidat       | Candidat             | Parti          | Voix         | %            | Voix        | %           |  |
| -------------- | -------------------- | -------------- | ------------ | ------------ | ----------- | ----------- |  |
|                | Raymond Bouillol élu | CNIP           | 7 641        | 20,77        | 20 380      | 54,95       |  |
|                | André Ferréol        | PCF            | 6 295        | 17,11        | 8 141       | 21,95       |  |
|                | Jean Bernard         | MRP            | 5 560        | 15,11        | Retrait     | Retrait     |  |
|                | Louis Montagnat      | Radsoc         | 4 887        | 13,28        | 8 568       | 23,1        |  |
|                | Jean Blein           | Modérés        | 4 824        | 13,11        | Retrait     | Retrait     |  |
|                | Victor Goudard       | SFIO           | 3 708        | 10,08        | Retrait     | Retrait     |  |
|                | Joannès Ruf          | UFF            | 1 834        | 4,99         |             |             |  |
|                | Robert Duboscq       | UNR            | 1 686        | 4,58         |             |             |  |
|                | René Bisch           | Modérés        | 351          | 0,95         |             |             |  |
|                |                      |                |              |              |             |             |  |
| Inscrits       | Inscrits             | Inscrits       | 52 038       | 100,00       | 52 073      | 100,00      |  |
| Abstentions    | Abstentions          | Abstentions    | 14 676       | 28,2         | 14 410      | 27,67       |  |
| Votants        | Votants              | Votants        | 37 362       | 71,8         | 37 663      | 72,33       |  |
| Blancs et nuls | Blancs et nuls       | Blancs et nuls | 576          | 1,54         | 574         | 1,52        |  |
| Exprimés       | Exprimés             | Exprimés       | 36 786       | 98,46        | 37 089      | 98,48       |  |

Le suppléant de Raymond Bouillol était Emmanuel Jury, maire de Chonas-l'Amballan.

### Élections de 1962
| Candidat       | Candidat                 | Parti          | Premier tour | Premier tour | Second tour | Second tour |  |
| Candidat       | Candidat                 | Parti          | Voix         | %            | Voix        | %           |  |
| -------------- | ------------------------ | -------------- | ------------ | ------------ | ----------- | ----------- |  |
|                | Roger Coste              | PCF            | 8 294        | 26,22        | 13 283      | 38,41       |  |
|                | Jean Bernard élu         | MRP            | 6 859        | 21,68        | 18 638      | 53,89       |  |
|                | Marcel Diamant-Berger    | UNR-UDT        | 6 391        | 20,2         | Retrait     | Retrait     |  |
|                | Raymond Bouillol sortant | CNIP           | 6 139        | 19,4         | 2 665       | 7,71        |  |
|                | Jean Marcel              | SFIO           | 3 122        | 9,87         | Retrait     | Retrait     |  |
|                | Gérard Brun              | UFF            | 833          | 2,63         |             |             |  |
|                |                          |                |              |              |             |             |  |
| Inscrits       | Inscrits                 | Inscrits       | 52 627       | 100,00       | 52 627      | 100,00      |  |
| Abstentions    | Abstentions              | Abstentions    | 20 212       | 38,41        | 17 127      | 32,54       |  |
| Votants        | Votants                  | Votants        | 32 415       | 61,59        | 35 500      | 67,46       |  |
| Blancs et nuls | Blancs et nuls           | Blancs et nuls | 777          | 2,4          | 914         | 2,57        |  |
| Exprimés       | Exprimés                 | Exprimés       | 31 638       | 97,6         | 34 586      | 97,43       |  |

Le suppléant de Jean Bernard était Georges Nemoz, maire de Saint-Clair-du-Rhône.

### Élections de 1967
| Candidat       | Candidat        | Parti          | Premier tour | Premier tour | Second tour | Second tour |  |
| Candidat       | Candidat        | Parti          | Voix         | %            | Voix        | %           |  |
| -------------- | --------------- | -------------- | ------------ | ------------ | ----------- | ----------- |  |
|                | Jean Boyer      | RI             | 15 531       | 38,01        | 20 629      | 49,78       |  |
|                | Roger Coste élu | PCF            | 13 491       | 33,02        | 20 809      | 50,22       |  |
|                | Jean Guillon    | CD (PDM)       | 7 011        | 17,16        | Retrait     | Retrait     |  |
|                | Jean Lacharme   | FGDS (CIR)     | 4 822        | 11,8         |             |             |  |
|                |                 |                |              |              |             |             |  |
| Inscrits       | Inscrits        | Inscrits       | 53 716       | 100,00       | 53 697      | 100,00      |  |
| Abstentions    | Abstentions     | Abstentions    | 11 967       | 22,28        | 10 731      | 19,98       |  |
| Votants        | Votants         | Votants        | 41 749       | 77,72        | 42 966      | 80,02       |  |
| Blancs et nuls | Blancs et nuls  | Blancs et nuls | 894          | 2,14         | 1 528       | 3,56        |  |
| Exprimés       | Exprimés        | Exprimés       | 40 855       | 97,86        | 41 438      | 96,44       |  |

Le suppléant de Roger Coste était Paul Datry, instituteur, maire de Monsteroux-Milieu.

### Élections de 1968
| Candidat       | Candidat            | Parti          | Premier tour | Premier tour | Second tour | Second tour |  |
| Candidat       | Candidat            | Parti          | Voix         | %            | Voix        | %           |  |
| -------------- | ------------------- | -------------- | ------------ | ------------ | ----------- | ----------- |  |
|                | Jean Boyer élu      | RI (URP)       | 18 530       | 43,66        | 24 405      | 57,14       |  |
|                | Roger Coste sortant | PCF            | 13 271       | 31,27        | 18 304      | 42,86       |  |
|                | Jean Bernard        | CD (PDM)       | 5 617        | 13,24        | Retrait     | Retrait     |  |
|                | Jean Lacharme       | FGDS (CIR)     | 3 081        | 7,26         |             |             |  |
|                | Georges Videcoq     | PSU            | 1 941        | 4,57         |             |             |  |
|                |                     |                |              |              |             |             |  |
| Inscrits       | Inscrits            | Inscrits       | 53 923       | 100,00       | 53 923      | 100,00      |  |
| Abstentions    | Abstentions         | Abstentions    | 10 928       | 20,27        | 11 040      | 20,47       |  |
| Votants        | Votants             | Votants        | 42 995       | 79,73        | 42 883      | 79,53       |  |
| Blancs et nuls | Blancs et nuls      | Blancs et nuls | 555          | 1,29         | 174         | 0,41        |  |
| Exprimés       | Exprimés            | Exprimés       | 42 440       | 98,71        | 42 709      | 99,59       |  |

Le suppléant de Jean Boyer était Gilbert Corsat, maire de Sonnay.

### Élections de 1973
| Candidat       | Candidat                 | Parti          | Premier tour | Premier tour | Second tour | Second tour |  |
| Candidat       | Candidat                 | Parti          | Voix         | %            | Voix        | %           |  |
| -------------- | ------------------------ | -------------- | ------------ | ------------ | ----------- | ----------- |  |
|                | Jean Boyer sortant réélu | RI (URP)       | 14 299       | 35,22        | 21 531      | 52,37       |  |
|                | Paul Datry               | PCF            | 10 458       | 25,76        | 19 585      | 47,63       |  |
|                | René Bergeret            | PS (UGSD)      | 9 294        | 22,9         | Retrait     | Retrait     |  |
|                | Alain Giraud             | Rad (MR)       | 5 694        | 14,03        | Retrait     | Retrait     |  |
|                | Roger Desmeliers         | LO             | 849          | 2,09         |             |             |  |
|                |                          |                |              |              |             |             |  |
| Inscrits       | Inscrits                 | Inscrits       | 50 426       | 100,00       | 50 420      | 100,00      |  |
| Abstentions    | Abstentions              | Abstentions    | 9 058        | 17,96        | 7 633       | 15,14       |  |
| Votants        | Votants                  | Votants        | 41 368       | 82,04        | 42 787      | 84,86       |  |
| Blancs et nuls | Blancs et nuls           | Blancs et nuls | 774          | 1,87         | 1 671       | 3,91        |  |
| Exprimés       | Exprimés                 | Exprimés       | 40 594       | 98,13        | 41 116      | 96,09       |  |

Le suppléant de Jean Boyer était Gilbert Corsat.

### Élections de 1978
| Candidat       | Candidat                  | Parti          | Premier tour | Premier tour | Second tour | Second tour |  |
| Candidat       | Candidat                  | Parti          | Voix         | %            | Voix        | %           |  |
| -------------- | ------------------------- | -------------- | ------------ | ------------ | ----------- | ----------- |  |
|                | Jean Boyer sortant        | UDF (PR)       | 20 457       | 41,82        | 24 483      | 48,26       |  |
|                | Christian Nucci élu       | PS             | 12 795       | 26,15        | 26 252      | 51,74       |  |
|                | Maurice Poirier           | PCF            | 11 419       | 23,34        | Retrait     | Retrait     |  |
|                | Jacques-Christian Gegauff | Écologie 78    | 1 835        | 3,75         |             |             |  |
|                | Alain Giraud              | MRG            | 990          | 2,02         |             |             |  |
|                | Jean-Claude Poissonnier   | LO             | 642          | 1,31         |             |             |  |
|                | Pierre Mayaud             | UDF (MDSF)     | 427          | 0,87         |             |             |  |
|                | Élie Asséo                | PSU (FA)       | 356          | 0,73         |             |             |  |
|                |                           |                |              |              |             |             |  |
| Inscrits       | Inscrits                  | Inscrits       | 58 426       | 100,00       | 58 425      | 100,00      |  |
| Abstentions    | Abstentions               | Abstentions    | 8 652        | 14,81        | 6 925       | 11,85       |  |
| Votants        | Votants                   | Votants        | 49 774       | 85,19        | 51 500      | 88,15       |  |
| Blancs et nuls | Blancs et nuls            | Blancs et nuls | 853          | 1,71         | 765         | 1,49        |  |
| Exprimés       | Exprimés                  | Exprimés       | 48 921       | 98,29        | 50 735      | 98,51       |  |

Le suppléant de Christian Nucci était René Bourget, adjoint au maire de Péage-de-Roussillon.

### Élections de 1981
| Candidat       | Candidat                      | Parti          | Premier tour | Premier tour | Second tour | Second tour |  |
| Candidat       | Candidat                      | Parti          | Voix         | %            | Voix        | %           |  |
| -------------- | ----------------------------- | -------------- | ------------ | ------------ | ----------- | ----------- |  |
|                | Christian Nucci sortant réélu | PS             | 20 477       | 45,75        | 29 292      | 61,08       |  |
|                | Georges Colombier             | UDF (PR)       | 8 975        | 20,05        | 18 662      | 38,92       |  |
|                | Christian Abel                | RPR (UNM)      | 8 048        | 17,98        | Retrait     | Retrait     |  |
|                | Maurice Poirier               | PCF            | 7 257        | 16,21        |             |             |  |
|                |                               |                |              |              |             |             |  |
| Inscrits       | Inscrits                      | Inscrits       | 62 343       | 100,00       | 62 342      | 100,00      |  |
| Abstentions    | Abstentions                   | Abstentions    | 17 027       | 27,31        | 13 562      | 21,75       |  |
| Votants        | Votants                       | Votants        | 45 316       | 72,69        | 48 780      | 78,25       |  |
| Blancs et nuls | Blancs et nuls                | Blancs et nuls | 559          | 1,23         | 826         | 1,69        |  |
| Exprimés       | Exprimés                      | Exprimés       | 44 757       | 98,77        | 47 954      | 98,31       |  |

Le suppléant de Christian Nucci était René Bourget. René Bourget remplaça Christian Nucci, nommé membre du gouvernement, du 15 juin 1982 au 1er avril 1986.

### Élections de 1988
| Candidat       | Candidat                           | Parti          | Premier tour | Premier tour | Second tour | Second tour |  |
| Candidat       | Candidat                           | Parti          | Voix         | %            | Voix        | %           |  |
| -------------- | ---------------------------------- | -------------- | ------------ | ------------ | ----------- | ----------- |  |
|                | Alain Moyne-Bressand sortant réélu | UDF (PR) (URC) | 20 240       | 42,28        | 27 515      | 51,76       |  |
|                | Jean Bourdier                      | PS             | 17 959       | 37,51        | 25 641      | 48,24       |  |
|                | Pierre Forestier                   | FN             | 5 517        | 11,52        |             |             |  |
|                | Marie-France Blanc                 | PCF            | 3 913        | 8,17         |             |             |  |
|                | Guy Vial-Voiron                    | Divers droite  | 243          | 0,51         |             |             |  |
|                |                                    |                |              |              |             |             |  |
| Inscrits       | Inscrits                           | Inscrits       | 76 124       | 100,00       | 76 120      | 100,00      |  |
| Abstentions    | Abstentions                        | Abstentions    | 27 601       | 36,26        | 22 006      | 28,91       |  |
| Votants        | Votants                            | Votants        | 48 523       | 63,74        | 54 114      | 71,09       |  |
| Blancs et nuls | Blancs et nuls                     | Blancs et nuls | 651          | 1,34         | 958         | 1,77        |  |
| Exprimés       | Exprimés                           | Exprimés       | 47 872       | 98,66        | 53 156      | 98,23       |  |

Le suppléant d'Alain Moyne-Bressand était Maurice Gaillard, médecin, maire des Abrets.

### Élections de 1993
| Candidat       | Candidat                           | Parti          | Premier tour | Premier tour | Second tour | Second tour |  |
| Candidat       | Candidat                           | Parti          | Voix         | %            | Voix        | %           |  |
| -------------- | ---------------------------------- | -------------- | ------------ | ------------ | ----------- | ----------- |  |
|                | Alain Moyne-Bressand sortant réélu | UDF (PR)       | 22 786       | 44,27        | 30 083      | 70,68       |  |
|                | Christian Vellieux                 | FN             | 9 733        | 18,91        | 12 480      | 29,32       |  |
|                | Jean Bourdier                      | PS (ADFP)      | 7 493        | 14,56        |             |             |  |
|                | Pierre Kermen                      | GÉ (EÉ)        | 4 305        | 8,36         |             |             |  |
|                | François Ginet                     | PCF            | 3 460        | 6,72         |             |             |  |
|                | Isabelle Toinet                    | LT-LNÉ         | 1 548        | 3,01         |             |             |  |
|                | Guy Paviot                         | LO             | 1 245        | 2,42         |             |             |  |
|                | Pierre Forestier                   | CNIP           | 898          | 1,74         |             |             |  |
|                |                                    |                |              |              |             |             |  |
| Inscrits       | Inscrits                           | Inscrits       | 81 320       | 100,00       | 81 320      | 100,00      |  |
| Abstentions    | Abstentions                        | Abstentions    | 26 971       | 33,17        | 31 080      | 38,22       |  |
| Votants        | Votants                            | Votants        | 54 349       | 66,83        | 50 240      | 61,78       |  |
| Blancs et nuls | Blancs et nuls                     | Blancs et nuls | 2 881        | 5,3          | 7 677       | 15,28       |  |
| Exprimés       | Exprimés                           | Exprimés       | 51 468       | 94,7         | 42 563      | 84,72       |  |

Le suppléant d'Alain Moyne-Bressand était Paul de Belval, conseiller général RPR du canton de Bourgoin-Jallieu-Nord, maire de Ruy-Montceau.

### Élections de 1997
| Candidat       | Candidat                           | Parti          | Premier tour | Premier tour | Second tour | Second tour |  |
| Candidat       | Candidat                           | Parti          | Voix         | %            | Voix        | %           |  |
| -------------- | ---------------------------------- | -------------- | ------------ | ------------ | ----------- | ----------- |  |
|                | Alain Moyne-Bressand sortant réélu | UDF (PR)       | 16 292       | 31,4         | 25 060      | 43,46       |  |
|                | Armand Bonnamy                     | PS             | 12 031       | 23,19        | 22 587      | 39,17       |  |
|                | Christian Vellieux                 | FN             | 11 821       | 22,78        | 10 020      | 17,38       |  |
|                | François Ginet                     | PCF            | 3 982        | 7,67         |             |             |  |
|                | Bruno Gindre                       | LDI (MPF)      | 1 738        | 3,35         |             |             |  |
|                | Lucien Tarchi                      | Les Verts      | 1 351        | 2,6          |             |             |  |
|                | Chantal Marion                     | MDC            | 1 075        | 2,07         |             |             |  |
|                | Laurent Besson                     | GÉ             | 896          | 1,73         |             |             |  |
|                | Luc Cheminal                       | PT             | 780          | 1,5          |             |             |  |
|                | Carole Gadal                       | US4J           | 622          | 1,20         |             |             |  |
|                | Jacqueline Godard                  | LT-LNÉ         | 594          | 1,14         |             |             |  |
|                | Jean-Claude Lollo                  | Divers         | 588          | 1,13         |             |             |  |
|                | Jean-Claude Thoreau                | PLN            | 121          | 0,23         |             |             |  |
|                |                                    |                |              |              |             |             |  |
| Inscrits       | Inscrits                           | Inscrits       | 83 687       | 100,00       | 83 687      | 100,00      |  |
| Abstentions    | Abstentions                        | Abstentions    | 29 068       | 34,73        | 24 079      | 28,77       |  |
| Votants        | Votants                            | Votants        | 54 619       | 65,27        | 59 608      | 71,23       |  |
| Blancs et nuls | Blancs et nuls                     | Blancs et nuls | 2 728        | 4,99         | 1 941       | 3,26        |  |
| Exprimés       | Exprimés                           | Exprimés       | 51 891       | 95,01        | 57 667      | 96,74       |  |

Le suppléant d'Alain Moyne-Bressand était Paul de Belval.

### Élections de 2002
| Candidat       | Candidat                           | Parti            | Premier tour | Premier tour | Second tour | Second tour |  |
| Candidat       | Candidat                           | Parti            | Voix         | %            | Voix        | %           |  |
| -------------- | ---------------------------------- | ---------------- | ------------ | ------------ | ----------- | ----------- |  |
|                | Alain Moyne-Bressand sortant réélu | UMP              | 24 037       | 43,04        | 29 034      | 60,93       |  |
|                | Armand Bonnamy                     | PS               | 15 248       | 27,3         | 18 617      | 39,07       |  |
|                | Maurice Faurobert                  | FN               | 10 065       | 18,02        |             |             |  |
|                | Lucien Vincent                     | MPF              | 1 150        | 2,06         |             |             |  |
|                | Christian Odemard                  | Pôle républicain | 1 041        | 1,86         |             |             |  |
|                | Noëlle Crozat                      | LCR              | 992          | 1,78         |             |             |  |
|                | Jacques Robert                     | CPNT             | 777          | 1,39         |             |             |  |
|                | Florence Bédague                   | LO               | 748          | 1,34         |             |             |  |
|                | Marie-Christine Faraone            | MHAN             | 575          | 1,03         |             |             |  |
|                | Marie-France Després               | MNR              | 512          | 0,92         |             |             |  |
|                | Sophie Chemina                     | PT               | 369          | 0,66         |             |             |  |
|                | Josiane Gentil                     | S&P              | 196          | 0,35         |             |             |  |
|                | Jean-Yves Ménager                  | Divers           | 140          | 0,25         |             |             |  |
|                |                                    |                  |              |              |             |             |  |
| Inscrits       | Inscrits                           | Inscrits         | 92 619       | 100,00       | 92 601      | 100,00      |  |
| Abstentions    | Abstentions                        | Abstentions      | 35 660       | 38,5         | 43 129      | 46,58       |  |
| Votants        | Votants                            | Votants          | 56 959       | 61,5         | 49 472      | 53,42       |  |
| Blancs et nuls | Blancs et nuls                     | Blancs et nuls   | 1 109        | 1,95         | 1 821       | 3,68        |  |
| Exprimés       | Exprimés                           | Exprimés         | 55 850       | 98,05        | 47 651      | 96,32       |  |

Le suppléant d'Alain Moyne-Bressand était Paul de Belval.

### Élections de 2007
| Candidat       | Candidat                           | Parti          | Premier tour | Premier tour | Second tour | Second tour |  |
| Candidat       | Candidat                           | Parti          | Voix         | %            | Voix        | %           |  |
| -------------- | ---------------------------------- | -------------- | ------------ | ------------ | ----------- | ----------- |  |
|                | Alain Moyne-Bressand sortant réélu | UMP            | 28 891       | 49,85        | 32 894      | 59,81       |  |
|                | Laurence Finet-Girard              | PS             | 10 967       | 18,92        | 22 107      | 40,19       |  |
|                | Armelle Leroy-Camplan              | UDF–MoDem      | 3 858        | 6,66         |             |             |  |
|                | Serge Revel                        | Les Verts      | 3 549        | 6,12         |             |             |  |
|                | Maurice Faurobert                  | FN             | 3 475        | 6            |             |             |  |
|                | Sébastien Jolivet                  | LCR            | 1 423        | 2,46         |             |             |  |
|                | Frédérique Penavaire               | PCF            | 1 397        | 2,41         |             |             |  |
|                | Bruno Gindre                       | MPF            | 1 105        | 1,91         |             |             |  |
|                | Jacques Robert                     | CPNT           | 639          | 1,1          |             |             |  |
|                | Hélène Polednicek                  | LT-LNÉ         | 570          | 0,98         |             |             |  |
|                | Jacky Ravaz                        | PT             | 515          | 0,89         |             |             |  |
|                | Christine Tulipe                   | LO             | 456          | 0,79         |             |             |  |
|                | Pierre Forestier                   | MNR            | 388          | 0,67         |             |             |  |
|                | Jean-Marie Chagnon                 | Divers         | 320          | 0,55         |             |             |  |
|                | Sophie Conte                       | PRG            | 309          | 0,53         |             |             |  |
|                | Stéphane Boutorine                 | Divers droite  | 95           | 0,16         |             |             |  |
|                |                                    |                |              |              |             |             |  |
| Inscrits       | Inscrits                           | Inscrits       | 106 192      | 100,00       | 106 187     | 100,00      |  |
| Abstentions    | Abstentions                        | Abstentions    | 47 305       | 44,55        | 49 768      | 46,87       |  |
| Votants        | Votants                            | Votants        | 58 887       | 55,45        | 56 419      | 53,13       |  |
| Blancs et nuls | Blancs et nuls                     | Blancs et nuls | 930          | 1,58         | 1 418       | 2,51        |  |
| Exprimés       | Exprimés                           | Exprimés       | 57 957       | 98,42        | 55 001      | 97,49       |  |

#### Département de l'Isère
- La fiche de l'INSEE de cette circonscription : « Tableaux et Analyses de la sixième circonscription de l'Isère », sur insee.fr, site de l'Institut national de la statistique et des études économiques (consulté le 10 juin 2007) [PDF]

- « Tous les députés du département de l'Isère depuis 1789 », sur assemblee-nationale.fr, site de l'Assemblée nationale française (consulté le 10 juin 2007)

- « Informations contentieuses sur le département de l'Isère (Élections législatives de 2002) »(Archive.org • Wikiwix • Archive.is • Google • Que faire ?), sur conseil-constitutionnel.fr, site du Conseil constitutionnel (consulté le 13 juin 2007)

#### Circonscriptions en France
- « Carte des circonscriptions législatives en France », sur assemblee-nationale.fr, site de l'Assemblée nationale française (consulté le 10 juin 2007)

- « Résultats électoraux officiels en France »(Archive.org • Wikiwix • Archive.is • Google • Que faire ?), sur interieur.gouv.fr, site du ministère de l'Intérieur (France) (consulté le 13 juin 2007)

- Description et Atlas des circonscriptions électorales de France sur http://www.atlaspol.com, Atlaspol, site de cartographie géopolitique, consulté le 13 juin 2007.